# (15082) 1999 CT30
A (15082) 1999 CT30 a Naprendszer kisbolygóövében található aszteroida. A LINEAR projekt keretében fedezték fel 1999. február 10-én.